# Алоказия
Алока́зия (лат. Alocásia) — род многолетних растений семейства Ароидные (Araceae).
Известно около 70 видов.

## Биологическое описание
Представители рода Алоказия — растения высотой от 40 см до двух метров и более, от небольшого до среднего размера, изредка древовидные и гигантские, вечнозелёные, изредка с опадающими на зиму листьями, выделяют прозрачный млечный сок.
Стебель толстый, обычно вертикальный, изредка удлинённый и ползучий.
Корневище толстое, короткое, часто клубневидное или столонообразное.

### Листья
Число листьев различно у различных видов и экземпляров, но во время цветения у некоторых видов может быть всего один лист. У некоторых видов листья заменяются катафиллами (например, у Alocasia peltata), в таких случаях имеется всего один лист и катафилл выполняет защитную функцию по отношению к вновь появляющемуся листу. У других видов такую же роль играет влагалище предыдущего листа. Виды с регулярно появляющимися катафиллами обычно имеют небольшие влагалища.
Черешки длинные, иногда шероховатые и желёзистые. Влагалища относительно длинные, большей частью постоянные, иногда опадающие. Листья крупные, молодые округлые, взрослые стреловидные, реже сердцевидные или щитовидные, у некоторых видов округлые, края цельные, иногда перисторассечённые или от немного до глубоко перистораздельных, длиной 20—100 см. Сегменты асимметричные, внешние стороны у них соединены с предыдущими листочком, а внутренние свободные, овальные или треугольные. Нередко на листьях присутствуют красные пятна, а также жёлтые или белые прожилки, контрастирующие с тёмно-зелёной окраской остальной части листа.
Черешок делится у основания листа на три основные жилки: центральную и две центральные жилки боковых сегментов, которые хорошо развиты и с восковыми желёзками. Первичные жилки перистые, сливаются в общую краевую жилку. Вторичные и третичные боковые жилки идут под большим углом к первичным и круто изгибаются к краю листа, иногда формируя общие межпервичные жилки. Жилки более высокого порядка образуют сетчатый узор.

### Соцветия и цветки
Соцветия в числе от одного до нескольких в каждом симпоидальном ветвлении, появляются одновременно с листьями у видов с опадающими листьями. Цветоножка обычно короче черешков, вертикальная, иногда изгибающаяся при образовании плодов.
Покрывало с большой перетяжкой между трубкой и пластинкой. Трубка со свёрнутыми краями, обычно короче пластинки, яйцевидная или продолговатая, не опадающяя, при образовании плодов расщепляющяяся. Пластинка продолговатая, обычно лодкообразная, изредка загнутая внутрь, во время цветения прямая, затем сгибающаяся и опадающая.
Початок сидячий или иногда на короткой ножке, изредка наклонный в нижней части, большей частью короче покрывала. Женская цветочная зона короткая, конически-цилиндрическая, отделена от мужской цветочной зоны более узкой стерильной зоной. Мужская зона обычно цилиндрическая. Придаток от конического до цилиндрического.
Цветки однодомные, околоцветник отсутствует. Мужские цветки из 3—12(36) тычинок; тычинки сросшиеся в обратнопирамидальный, почти шестиугольный, усечённый, изредка линейный синандрий; теки от продолговатых до линейно-продолговатых, боковые, вскрываются верхушечной порой. Стерильные цветки мужские, мелкие, обратнопирамидальные, сжатые, усечённые. Завязь от овальной до продолговатой, одногнёздная или 3—4-гнёздная; семяпочек 6—10, ортотропные, полуортотропные или анатропные; фуникул короткий; плацента базальная; область столбика короткая; рыльце сжато-головчатое, с более-менее различимыми 3—4 лопастями.

### Плоды
Покрывало при плодоношении эллипсоидное, очень редко сохраняющееся полностью. Плоды — эллипсоидные, или обратноконически-эллипсоидные, или полушаровидные ягоды, раскалывающиеся продольно, содержащие по 1—5 семян, с сохраняющимися рыльцами, обычно при созревании красные.
Семена от полушаровидных до эллипсоидных; теста толстоватая, гладкая или шероховатая; зародыш ширококонический, короткоцилиндрический или продолговатый; эндосперм обильный.

## Распространение
Растения рода встречаются от тропической и субтропической Азии до Восточной Австралии: Китай, Япония, Тайвань, Индия, Бангладеш, Непал, Шри-Ланка, Андаманские острова, Камбоджа, Лаос, Мьянма, Таиланд, Вьетнам, Борнео, Ява, Малые Зондские острова, Малайзия, Молуккские острова, Филиппины, Сулавеси, Суринам, Новая Гвинея, Соломоновы острова, Австралия (Новый Южный Уэльс, Квинсленд), а также в Центральной и Южной Америке: Гавайские острова, Коста-Рика, Гондурас, Никарагуа, Пуэрто-Рико, Венесуэла, Парагвай.
Растут в первичных и вторичных лесах, среди молодой поросли, на открытых болотистых местностях, изредка среди скал.

## Применение

### Применение в садоводстве
Ценное декоративно-лиственное растение. Большинство видов не переносит даже кратковременных отрицательных температур, поэтому как садово-парковое растение используется только в странах с тёплым влажным климатом. В других странах алоказию выращивают как оранжерейное или комнатное растение, используют в озеленении интерьеров.
Растение предпочитает богатую гумусом почву, требует подкормок, частых опрыскиваний. Особо хорошо разрастается в условиях тёплых оранжерей. Летом растению требуется полутень, зимой — яркое освещение.
Размножают алоказию семенами, стеблевыми черенками, отрезками корневища, а также путём деления.

### Другое применение
Некоторые виды имеют съедобные корневища (но у большинства видов в корневищах содержатся ядовитые кристаллы, которые вызывают онемение и опухание языка и горла).

## Виды
По информации базы данных The Plant List, род включает 80 видов:
- Alocasia acuminata Schott
- Alocasia alba Schott — Алоказия белая
- Alocasia celebica Engl. ex Koord. — Алоказия целебесская
- Alocasia chaii P.C.Boyce
- Alocasia clypeolata A.Hay — Алоказия щитковидная
- Alocasia cucullata (Lour.) G.Don typus — Алоказия клобучковая
- Alocasia cuprea K.Koch — Алоказия медно-красная
- Alocasia hypnosa J.T.Yin, Y.H.Wang & Z.F.Xu
- Alocasia hypoleuca P.C.Boyce
- Alocasia longiloba Miq. — Алоказия длиннолопастная, или Алоказия Корталза, или Алоказия Путцейза
- Alocasia macrorrhizos (L.) G.Don — Алоказия крупнокорневищная
- Alocasia navicularis (K.Koch & C.D.Bouché) K.Koch & C.D.Bouché — Алоказия ладьевидная
- Alocasia odora (Lindl.) K.Koch — Алоказия пахучая
- Alocasia perakensis Hemsl.
- Alocasia reginae N.E.Br. — Алоказия королевская
- Alocasia reversa N.E.Br. — Алоказия обратная
- Alocasia sanderiana W.Bull — Алоказия Сандера
- Alocasia scabriuscula N.E.Br. — Алоказия шероховатая
- Alocasia wentii Engl. & K.Krause — Алоказия Венти
- Alocasia zebrina Schott ex Van Houtte — Алоказия зебровиднополосатая